# فاطمه بنت عمرو
فاطمه بنت عمرو بن عائذ بن عمران بن مخزوم (به عربی: فاطمة بنت عمرو بن عائذ بن عمران بن مخزوم)
همسر عبدالمطلب و مادربزرگ محمد پیامبر اسلام بود. او مادر سه پسر و پنج دختر عبدالمطلب بود.